# Guillermo Salas
Guillermo Sandro Salas Suárez (Lima, 21 de outubro de 1974) é um ex-futebolista profissional peruano que atuava como defensor. Atualmente, é o treinador do Clube Alianza Lima. 

## Carreira
Guillermo Salas fez parte do elenco da Seleção Peruana de Futebol da Copa América de 2004.